# Dimetyloacetamid
Dimetyloacetamid, DMA, N,N-dimetyloacetamid – organiczny związek chemiczny, amid dimetylowy kwasu octowego. Jest powszechnie stosowany jako rozpuszczalnik, a czasem także jako katalizator. Wykorzystuje się go w przemyśle polimerów (m.in. przy formowaniu włókien poliakrylonitrylowych) i przemyśle farmaceutycznym.
Otrzymuje się go w reakcjach dimetyloaminy z kwasem octowym, jego estrami bądź bezwodnikiem octowym. Reakcje z estrami wymagają użycia katalizatora, którym najczęściej jest metanolan sodu.
Dimetyloacetamid może wykazywać działanie halucynogenne w dawkach powyżej 400 mg/kg podobne jak w przypadku LSD. W badaniach na zwierzętach stwierdzono szkodliwe działanie na układ rozrodczy.